# Przedział (rejon hancewicki)
Przedział (biał. Перадзел; ros. Передел) – wieś na Białorusi, w obwodzie brzeskim, w rejonie hancewickim, w sielsowiecie Oharewicze.
W dwudziestoleciu międzywojennym leżał w Polsce, w województwie poleskim, w powiecie łuninieckim, gminie Kruhowicze.